# Абаев, Филипп Миткаевич
Фили́пп Митка́евич Аба́ев (1898 — 1969) — председатель колхоза имени Коста Хетагурова Пригородного района СОАССР. Герой Социалистического Труда (1948).

## Биография
Родился в 1898 году в селении Сба Джавского района Юго-Осетинской автономной области.
В 1920 году вступил в ряды ленинской партии и с тех пор добросовестно выполнял все её поручения. Самым почётным из них был призыв с оружием отстоять завоевания Октября. Филипп Миткаевич участвовал в борьбе с меньшевиками Грузии.
Когда окончилась гражданская война, Абаев вернулся в селение Згубер, где он жил мальчишкой, и занялся ремеслом своих предков -хлебопашеством. Но молодой советской власти нужны были инициативные, политически грамотные люди, которым предстояло налаживать мирное социалистическое хозяйство, строить новое государство. И Абаев активно включался в организаторскую работу партии.
В 1922—1925 годах он — начальник милиции Згуберского района. В 1925—1929 годах работал в потребительской кооперации.
В 1930 году его избрали председателем колхоза «Сарибар» («Свобода») в родном селении Сба. В 1933—1941 годах Ф. М. Абаев — председатель Рокского сельсовета Юго-Осетинской автономной области. В годы Великой Отечественной войны — вновь председатель колхоза в Сба. В 1943 году он внёс из личных сбережений сорок тысяч рублей на постройку танковой колонны.
В 1945 году Абаев переселился в Северную Осетию в селение Тарское и в течение двух лет трудился здесь рядовым колхозником. В 1947 году его избрали председателем колхоза имени Косты Хетагурова.
Все последующие годы Филипп Миткаевич жил и работал в селении Тарском. Принимал активное участие в общественной жизни. Был депутатом районного совета народных депутатов, членом райкома партии, делегатом областной партийной конференции.
Ф. М. Абаев ушёл из жизни в 1967 году, похоронен в селении Тарском Северной Осетии − Алании.

## Награды
Герой Социалистического Труда (указ Президиума ВС СССР от 9 марта 1948 года) — за получение высоких урожаев.